# Getlink
Getlink (tidligere Groupe Eurotunnel) er en fransk transport- og infrastrukturvirksomhed. De styrer og vedligeholder Eurotunnelen mellem England og Frankrig, samt de driver Eurotunnel Shuttle.
Groupe Eurotunnel blev etableret 13. august 1986 for at finansiere, bygge og drive Eurotunnelen. Tunnelen blev bygget mellem 1988 og 1994 af TransManche Link (TML).